# 8-я бронетанковая бригада (Великобритания)
8-я бронетанковая бригада — бронетанковая бригада Британской армии, сформированная в августе 1941 года во время Второй мировой войны и действовавшая до 1956 года.

## В северной Африке

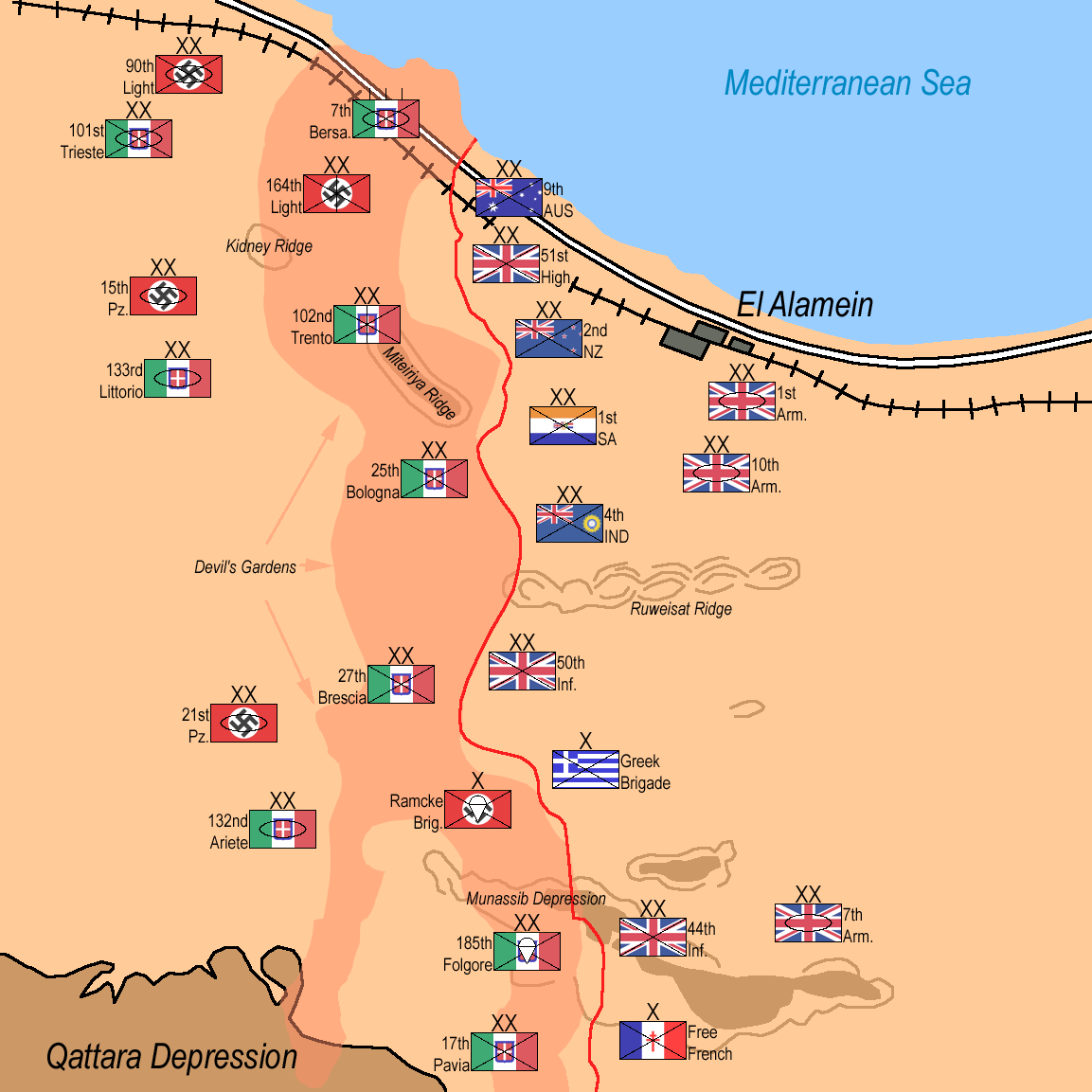
Расположение 10-й бронетанковой дивизии

В феврале 1942 года 8-я бронетанковая бригада перебазировалась в район Хататба в Западной пустыне. После периода обучения бригада впервые вступила в бой в конце августа 1942 года на хребте Бир в битве при Алам-эль-Хальфе. и Второй битве при Эль-Аламейне, которая  длилась с 23 октября по 5 ноября 1942 года и стала переломным моментом в кампании в Западной пустыне. победа союзников при Эль-Аламейне положила конец надеждам Оси оккупировать Египет, контролировать доступ к Суэцкому каналу и получить доступ к нефтяным месторождениям Ближнего Востока. Поражение при Эль-Аламейне ознаменовало конец экспансии Оси в Африке. После Первой битвы при Эль-Аламейне, которая остановила продвижение стран Оси, генерал-лейтенант Бернард Монтгомери принял командование британской восьмой армией от Клода Окинлека в августе 1942 года.
В первую ночь наступления Бернард Монтгомери планировал, что четыре пехотные дивизии из XXX корпуса генерал-лейтенанта Оливера Лиза будут наступать на фронте в 16 миль (26 км) к цели под кодовым названием "Линия Щавеля", преодолев оборону передовой оси. Королевские инженеры расчистят и обозначат две полосы через минные поля, по которым пройдут бронетанковые дивизии X корпуса генерал-лейтенанта Герберта Ламсдена, чтобы занять рубеж Skinflint Report Line, где они проверят и доложат о своем прогрессе, и рубеж Пирсона, где они сплотятся и временно укрепят свои позиции в обороне стран Оси до тех пор, пока пехотное сражение не будет выиграно. Под командованием бригадира Эдварда К. Н. Кастэнса, 8-я бронетанковая бригада была оснащена 24 × крестоносцами, 57 × Грантами и 31 × Шерманами, когда принимала участие в операции "Суперчардж", более известной как битва при Эль-Аламейне.
Порядок к бою, октябрь 1942г.
- 3-й королевский танковый полк
- королевский восточнокентский полк
- 1-й полк королевской конной артиллерии

И несколько других.
В Тунисе

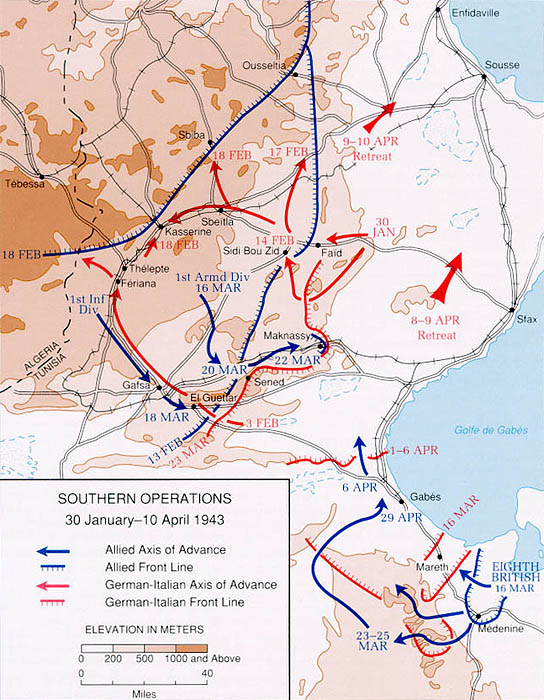
кампания в Тунисе

Бригада воспользовалась преимуществами новой техники, и для бригады стало обычным распределять пехотные роты по бронетанковым полкам, формируя бронетанковые полковые группы. В начале операций на линии Марет бригада была сформирована следующим образом:
| 3-й королевский танковый полк | Nottinghamshire Yeomanry | Staffordshire Yeomanry |
| ----------------------------- | ------------------------ | ---------------------- |
| 25 танков Sherman             | 23 танков Sherman        | 28 танков Sherman      |
| 4 танков Grant                | 4 танков Grant           | 3 танков Grant         |
| 22 Crusader танков            | 19 Crusader танков       | 19 Crusader танков     |
| 8 бронемашин                  | 6 бронемашин             | 7 бронемашин           |

14 марта 1943 года бригада перешла от командования XXX корпуса к Новозеландскому корпусу, присоединившись к 2-й новозеландской дивизии, Свободной Франции, силам генерала Филиппа Леклерка де Отеклока из Чада (L Force) и 1-й бригаде свободной Франции.
После провала фронтальной атаки на линию Марет во время Тунисской кампании XXX корпуса Новозеландским корпусом была предпринята попытка обойти позиции Оси с фланга в ходе операции "Суперчардж II ". Первоначально безуспешная, 1-я бронетанковая дивизия была направлена на усиление этого "Левого удара". 26 марта бригада была развернута в направлении Эль-Хаммы и глубоко продвинулась к линии разграничения. Достигнув всех своих целей, бригада прорвалась через брешь, и силы Оси, под давлением новой лобовой атаки и под угрозой окружения, отошли примерно на 60 миль (97 км) на северо-запад к оборонительным позициям вокруг Вади Акарит.
В битве при Вади-Акарит, которая произошла 6-7 апреля, бригада впервые столкнулась с Tiger I (Panzerkampfwagen VI Tiger I). Бригада, все еще поддерживавшая 2-ю новозеландскую дивизию, затем участвовала в боях при Энфидавилле и Такруне. После капитуляции сил Оси в Северной Африке 13 мая бригада медленно возвращалась в дельту Нила, а затем была переброшена в Великобританию, прибыв 9 декабря 1943 года. После длительного отпуска бригада вновь собралась в Новом году и была проинформирована о своей роли в предстоящем вторжении в Нормандию.
Высокий уровень опыта, накопленного бригадой в Северной Африке, контрастировал со многими другими бронетанковыми подразделениями, предназначенными для вторжения; некоторые из которых не участвовали в боевых действиях с момента падения Франции в 1940 году. В попытке уравнять уровень опыта между бригадами в феврале 1944 года состоялся обмен подразделениями: 3-й Королевский танковый полк был обменен с 29-й бронетанковой бригадой, входящей в состав неопытной 11-й бронетанковой дивизии, на 24-й уланский полк, а Стаффордширский йоменский полк был обменян с 27-й бронетанковой бригадой на 4-7-й Королевский драгунский гвардейский полк. Вскоре после этого бригадный генерал Бернард Крэкрофт принял командование бригадой, в состав которой теперь входили:
Боевой порядок к Нормандской операции:
- 4-й/7-й королевский драгунский гвардейский полк
- 12-й батальон Королевского стрелкового корпуса
- 552 - я рота Корпуса Королевской армии
- Мастерские 8 - й бронетанковой бригады R.E.M.E.
- 265 - я передовая эскадрилья доставки.[7]

## В Нормандской операции

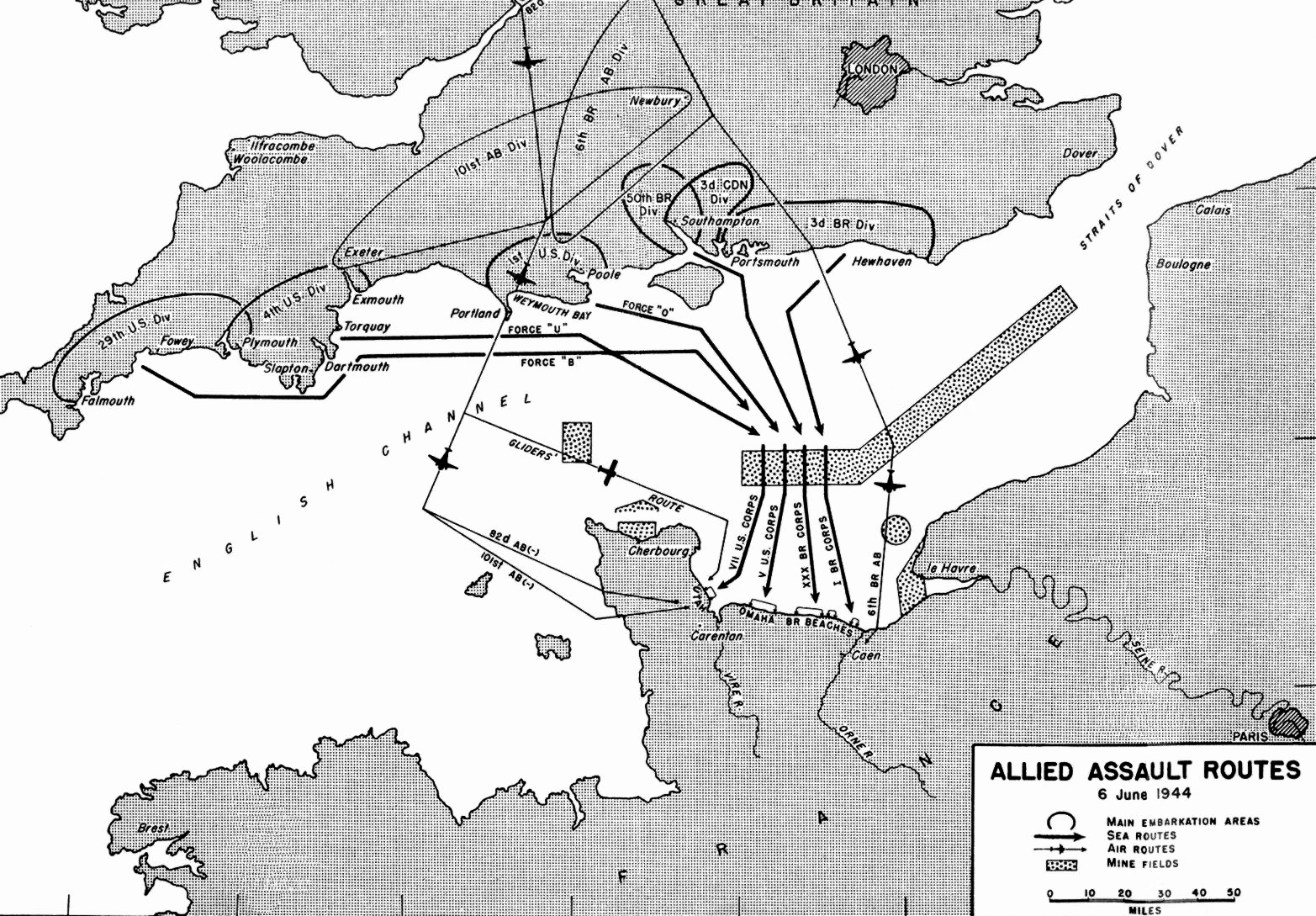
Маршруты вторжения в Нормандской операции

Голд-Бич был кодовым названием союзниками центрального пляжа вторжения во время вторжения в Нормандию 6 июня 1944 года. Он располагался между пляжем Омаха и пляжем Джуно, имел ширину 8 км и был разделен на четыре сектора. С запада на восток они были Хау, Итемом, Джигом и Королем.
Район высадки обороняли подразделения 716-й статической пехотной дивизии генерал-лейтенанта Вильгельма Рихтера и 1-го батальона 916-го пехотного полка, который был выделен из 352-й пехотной дивизии генерал-лейтенанта Дитриха Крайсса.
Голд-Бич был передан XXX корпусу Второй британской армии. Фактическое наступление должна была предпринять 50-я (Нортумбрийская) пехотная дивизия, которая была усилена 56-й отдельной пехотной бригадой при поддержке 8-й бронетанковой бригады. Основной целью дивизии был захват города Байе, дороги Кан-Байе и порта Арроманш; второстепенными целями было установить контакт с американцами, высадившимися на пляже Омаха на западе, и канадцами, высадившимися на пляже Джуно на востоке.
231-я пехотная бригада, за которой последовала 56-я пехотная бригада, высадилась на западе при поддержке танков DD из Ноттингемширского йоменри (Шервудские рейнджеры). Штурмовыми батальонами были 1-й батальон Хэмпширского полка на Джиг-Грин (западная сторона) и 1-й батальон Дорсетского полка на Джиг-Грин (восточная сторона).
69-я пехотная бригада, за которой последовала 151-я пехотная бригада, высадилась на востоке при поддержке танков DD из 4-го / 7-го Королевских драгунских гвардейских полков. Штурмовыми батальонами были 5-й батальон Восточно-Йоркширского полка в Кинг-Ред и 6-й батальон Зеленых говардов в Кинг-Грин.
Высадка
Время высадки на Голд-Бич было установлено на 07:25. Впервые в истории танки должны были вести наступление с моря на все сектора пляжей. Секрет "Дуплексного привода" хорошо хранился, поскольку немцы понимали, что против них не будут брошены танки в течение первых пяти часов. К сожалению, морские условия в секторе 50-й дивизии были признаны слишком суровыми, и танки были выведены не в 2 милях, как планировалось, а в паре сотен ярдов от берега. Несмотря на это, 4/7 DG потеряла 5 человек, а SRY - 8 человек при прорывах. В течение дня оба полка постоянно задействовали все три эскадрильи, поддерживая по очереди 231-ю пехотную бригаду, 151-ю пехотную бригаду и 69-ю пехотную бригаду. Наступила ночь, все цели были достигнуты, все танки задействованы, а резервов на берегу не было.
Операция «Перчь»
После неудачи британской 3-й пехотной дивизии захватить Кан 6-7 июня, новый план предусматривал, что I корпус и XXX корпус нанесут удар на юг, чтобы окружить город и высадить 1-ю воздушно-десантную дивизию под кодовым названием операция "Дикий овес". I корпус сформирует восточные клещи, XXX корпус - западные, а десантники высадятся между ними, чтобы завершить окружение города и предотвратить любой отход немцев из Кана. 51-я (Хайленд) Пехотная дивизия из I корпуса должна была выдвинуться на юг с Орнского плацдарма, чтобы захватить город Каньи в шести милях к юго-востоку от Кана. 50-я (Нортумбрийская) пехотная дивизия и 8-я бронетанковая бригада получили приказ нанести удар на юг из своего плацдарма, созданного 6 июня, чтобы захватить город Байе (еще одна цель Дня "Д", которая не была захвачена), а затем захватить город Тилли-сюр-Сель. Как только Тилли-сюр-Сель будет захвачен, 7-я бронетанковая дивизия пройдет через 50-ю (Нортумбрийскую) и двинется на юг, чтобы захватить город Виллер-Бокаж, прежде чем повернуть на восток, чтобы захватить город Эвреси.  
В течение оставшейся части месяца бригада была развернута для поддержки 49-й и 50-й дивизий. Бои шли почти непрерывно в районе Рауре, Вандес, Тессел-Вуд и Фонтенэ, Лингевр, Кристоф и Ле-Парк-дю-Буа-Лондес.
Потери были тяжелыми, за 25 дней было выведено из строя 124 танка. Бригада заявила, что за тот же период было уничтожено, подбито или захвачено 86 танков и самоходных орудий. Одной из жертв в начале боевых действий в Нормандии был английский военный поэт, капитан Кит К. Дуглас, убитый минометным огнем 9 июня.

## В Германии
Рейнская операция==
Начавшаяся в ночь на 23 марта 1945 года Рейнская операция заключалась в форсировании реки Рейн у Риса, Везеля и южнее канала Липпе Второй армией Великобритании под командованием генерал-лейтенанта сэра Майлза Демпси (операция "Поворотный винт", операция "Уиджен " и операция "Факел") и Девятой армией США (операция "Флэшпоинт") под командованием генерал-лейтенанта Уильяма Симпсона. XVIII Воздушно-десантный корпус США, состоящий из британской 6-й воздушно-десантной дивизии и 17-й воздушно-десантной дивизии США, провел операцию Varsity. Все эти формирования входили в состав 21-й группы армий под командованием сэра фельдмаршала Бернарда Монтгомери. Это было частью скоординированного переправы через Рейн.
В 8-й бронетанковой бригаде теперь было четыре бронетанковых полка, поскольку Стаффордширские йомены вернулись под командование бригады после того, как они переоборудовались в двухдвигательные танки под 79-й бронетанковой дивизией. Бригада должна была поддерживать 51-ю (горную) дивизию при форсировании Рейна.
23 марта, в 21.00, передовые части 51-й (горной) дивизии пересекли Рейн на штурмовых кораблях к северу от Риса. За ними последовали танки DD из Cqn, Стаффордширский йоменри. Остальная часть полка переправилась с первыми лучами солнца и оказалась рядом с пехотой до того, как могла быть предпринята какая-либо контратака противника. Вечером 24 марта начала переправу 4/7 DG, за которой в следующие два дня последовали 13/18 H и SRY. 27 марта штаб бригады, 12-й К.Р.Р.К. и йоменский полк Эссекса совершили переправу. Затем в течение семи дней бригада поддерживала 51-ю (горную) дивизию, 43-ю дивизию и 9-ю канадскую пехотную бригаду, которые участвовали в боевых действиях на плацдарме. 28 марта Эйссельбург был захвачен, а дорога из Анхо в Гендринген оказалась в руках союзников.
30 марта бригада двинулась вперед с 4-й легкой пехотой Сомерсета на бронетранспортерах Kangaroo под командованием. К вечеру были достигнуты окраины Варссевельда, а 12-я К.Р.Р.К. была в Сильвольде. Следующей целью был захват переправы через канал Твенте в Лохеме. На рассвете 31 марта произошло сражение при Руурло, но продвижение к Лохему продолжалось, и бригада за день преодолела 25 миль. Следующей целью был захват переправ к югу от Делдена. 12-й К.Р.Р.К. продвинулся в направлении Делдена, а на следующий день соединился с передовыми частями 4-й канадской бронетанковой дивизии, наступавшей со своего плацдарма через канал Твенте. Наступление продолжалось, целью был Бремен, до которого оставалось еще более 100 миль. Затем бригада была развернута для поддержки 214-й пехотной бригады с 13/18 ч и 129-й пехотной бригады с 4/7 гв. SRY была переведена в резерв 130 -й пехотной бригады.
11 апреля 130-я пехотная бригада и SRY взяли инициативу в свои руки и два дня спустя были на окраине Клоппенбурга, где бои продолжались всю ночь, прежде чем город пал. Последняя главная дорога из Бремена в Нидерланды была перерезана. В тот же день 8-я бронетанковая бригада в составе 4/7 DG, 12-го К.Р.Р.К. и Эссекского йоменри была передана под командование британской 3-й пехотной дивизии, которая находилась примерно в 75 милях к востоку. SRY и 13/18 H остались с 43-й (Уэссекской) дивизией.
3-я дивизия вступила в бой с противником в многочисленных деревнях к югу от Бремена, и 15 апреля началась серия атак. После нескольких дней боев 3-я дивизия захватила всю территорию к югу от затопленного района. Теперь было решено пересечь Везер вверх по течению у Вердена, где был укреплен мост, и атаковать Бремен с востока. 52-я дивизия (низменность) должна была атаковать слева от реки, в то время как 43-я дивизия должна была находиться справа от них при поддержке 8-й бронетанковой бригады, за вычетом 4/7 DG, которые должны были остаться с 3-й дивизией.
4 мая штаб бригады находился в деревне Радерейштедт, когда от командира XXX корпуса было получено следующее сообщение: ‘Немцы безоговорочно капитулировали в 18:20. Боевые действия на всем фронте Второй армии прекратятся в 08.00 завтра, 5 мая 45 года. БЕЗ моего приказа НЕ повторяться, НЕ продвигаться за нынешнюю линию фронта ’.